# استربند
روستای استربند یکی از روستاهای دهستان فرومد شهرستان میامی استان سمنان ایران است. این روستا تا دی ماه سال ۱۳۱۶ از توابع خراسان و سبزوار بوده و با نزدیک‌ترین مرکز شهرستان یعنی داورزن در استان خراسان رضوی ۳۰ کیلومتر فاصله دارد. مردم این روستا به زبان فارسی خراسانی با لهجه سبزواری صحبت می‌کنند. این روستا همچنین در فاصله ۱۰۰ کیلومتری از شهر میامی قرار دارد.  پس از گذشتن از شهر میامی و روستاهای ابراهیم آباد و عباس آباد به کاروانسرای شاه عباسی صدر آباد می رسیم پس از پیمودن ۱۲ کیلومتر جاده ای دیگر که در سمت چپ جاده قرار دارد به سه راهی استربند – فیروزآباد می رسیم وبا حرکت از سمت راست جاده و با پیمودن ۵ کیلومتر به روستای استربند می رسیم .
این روستا در کوهپایه قرار دارد و نوع خاک آهکی دارد .
آب این روستا از قنات قدیمی که از سال ها پیش و شمال روستا قرار دارد تامین می شود که برای آشامیدن ومصارف خانگی و کشاورزی است. در ابتدای روستا مزارع کشاورزی قرار دارد و بعد مدرسه ابتدایی ۱۳ آبان – قبرستان است.این روستا از کوچه بندی های خیلی منظم- ساختمان های دو طبقه خشت و گلی زیبا – یک مسجد صاحب الزمان – یک هیئت ابوالفضل العباس- یک حسینیه تشکیل شده است.
این روستا دارای شبکه فاضلاب ( برای جمع آوری آب مصرفی منازل بجز دستشویی ) می باشد .در اخرین سرشماری سال ۱۳۹۵ جمعیت روستا حدود ۲۵۰ نفر براورد شده است.شغل بیشتر مردم روستا کشاورزی و دامپروری می باشد .امورات در هر دو بخش به صورت سنتی و با هدر رفت انرژی فراوان گذرانده می شود .( به استثنای بخش مرغداری )
مردمان روستا دارای فرهنگ غنی و پیشینه ای کهن می باشد که در بسیاری از امور با یکدیگر متحد و منسجم می باشند . از طوایف روستا می توان به علی اکبر علی ها ، اخوندها ، کربلایی عباس ها ، امیری ها ، سلطان احمد ها ، کربلایی رجب ها ، ذبیح ها و ... اشاره نمود .
اب زراعی روستا بر مداری ۱۲ روزه استوار است که هر روز دارای نامی جداگانه می باشد . مانند تمبروو ، مهیبوو ، خوجه غلاموو ، امیر بیگ ، کلبه عباس ، بنیاد و ...
 محصولات زراعی روستا فلفل ، جو ، گندم ، پنبه ، کنجد ، شلغم ، چغندر قند و یونجه می باشد.
عمده محصولات باغی روستا می توان به انار و انگور اشاره نمود .
از مکان های تاریخی و تفریحی روستا می توان به قلعه چهار برج ، منطقه دلفرح ( قنات ) و قلعه خرم اباد اشاره نمود .